# 中浪區
中浪區（：／ Jungnang gu */?）是大韓民國首都首爾特別市的一個區。

## 歷史
該區原本屬東大門區一部分。1988年東大門區一部分被分拆出來，成為中浪區。

## 行政劃分

行政區劃圖

- 中和洞
- 忘憂洞
- 墨洞
- 面牧洞
- 上鳳洞
- 新內洞

## 交通

### 鐵路
韓國鐵道公社
- 中央線（●首都圈電鐵京義·中央線）：中浪站 - 上鳳站 - 忘憂站 - 養源站
- 京春線（●首都圈電鐵京春線）：上鳳站 - 忘憂站 - 新內站

首爾交通公社
- ●首尔地铁6号线：烽火山站 - 新內站
- ●首爾地鐵7號線：墨谷站 - 中和站 - 上鳳站 - 面牧站 - 四佳亭站 - 龍馬山站